# Karl-Jean Longuet
Karl-Jean Longuet (* 10. November 1904 in Paris; † 20. Juli 1981 ebenda) war ein französischer Bildhauer.

## Leben
Longuet war neben Robert-Jean Longuet einer der Söhne von Jean Longuet und Urenkel von Karl Marx. Er studierte an der École des Beaux-Arts bei Niclausse und Boucher und sein Stil war zunächst von Maillol und Despiau beeinflusst. Im Jahr 1949 heiratete er Simone Boisecq (1922–2012). Ihre beiden Töchter heißen Frédérique Aline Jenny und Anne Laura. Seine Werke wurden unter anderem in Turin, Antwerpen, Tokio, Wien und São Paulo ausgestellt.
In jungen Jahren schuf er eine Bronzebüste seines Urgroßvaters, die er dem Parteivorstand der SPD 1930 für das in Trier geplante Marx-Museum überreichte. Die Büste wurde in Berlin der Öffentlichkeit präsentiert, aber seit der Nazi-Zeit gilt diese Büste als verschollen. In den 1950er-Jahren gestaltete Longuet eine neue Marx-Büste in Bronze, die 2016 im Innenhof des Marxschen Geburtshauses aufgestellt wurde.

## Werke in Museen
- Dijon, Musée des Beaux-Arts de Dijon: L’Envol (Bronze), 1976
- Dünkirchen, Lieu d’Art et d’Action contemporaine (LAAC): La Femme assise (Terracotta), 1949
- Limoges, Musée des Beaux-Arts de Limoges: Femme assise (Terracotta), 1949
- Metz, Musée des Beaux-Arts: Orphée (Blei), 1956
- Meudon, Musée d’art et d’histoire de Meudon: Soleil noir (Granit); Architecture (Stein), 1965
- Paris, Musée d’art moderne de la ville de Paris: Grand couple (Granit), 1952; Femme (Granit), 1949
- Poitiers, Musée Sainte-Croix: L’Arbre aux enfants (Gips), 1958
- Reims, Musée des Beaux-Arts: Femme accroupie (Terracotta), 1949, Grand couple (Bronze), 1952